# Decachaeta pyramidalis
Decachaeta pyramidalis, vrsta glavočika iz Meksika (Colima, Guerrero, Jalisco, México, Michoacan, Morelos, Oaxaca, Puebla), nekada uključivana u vlastiti monotipični rod Erythradenia.

## Opis
Rod Erythradenia se trenutno smatra sinonimom za Decachaeta. Sastoji se od jedne vrste, D. pyramidalis. Izvorno je opisan kazo Piqueria na temelju papusa, kratkog ili bez njega i sićušnih dodataka prašnika. King i Robinson (1969.) su je odvojili od Decachaeta na temelju njezinog kratkog papusa i nedostatka dlakavosti na cvjetištu, ali Sundberg et al. (1986) ističu da samo 2 vrste Decachaeta imaju dlakava cvjetišta, mali papus je vjerojatno jednostavno smanjenje veličine, a D. pyramidalis dijeli osnovni broj kromosoma x=16 koji je karakterističan za rod Decachaeta.

## Sinonimi
- Erythradenia pyramidalis (B.L.Rob.) R.M.King & H.Rob.; Brittonia 21: 285 (1969)
- Piqueria pyramidalis B.L.Rob.; Proc. Amer. Acad. Arts 36. 475 (1901)